# Modesto Cortázar
Pour les articles homonymes, voir Cortázar.
Modesto Cortázar y Leal de Ibarra, (1783-1862), est un homme d'État espagnol. Il a été pour une courte durée président du gouvernement dans les années 1840.

## Biographie
Après la chute du cabinet de Valentín Ferraz en 1840, la régente Marie-Christine, alors à Valence lui confia la formation d'un gouvernement, dans lequel il occupe la présidence du Conseil et le Ministère de la Grâce et de la Justice. En pleine Décennie modérée (1843-1854), période de soulèvements militaires, d'agitation sociale et politique et au libéralisme restrictif, il est ministre des Affaires étrangères (1847) dans le gouvernement de Florencio García Goyena.